# Avenida de la Reina Victoria (Madrid)
La avenida de la Reina Victoria es una calle de Madrid que va desde la glorieta de Cuatro Caminos hasta la Glorieta del Presidente García Moreno. Antiguamente se denominaba camino de Aceiteros. La calle nace como una operación inmobiliaria de la Compañía Madrileña Urbanizadora a comienzos del siglo xx, iniciada a con la construcción de los edificios Titanic.

## Historia

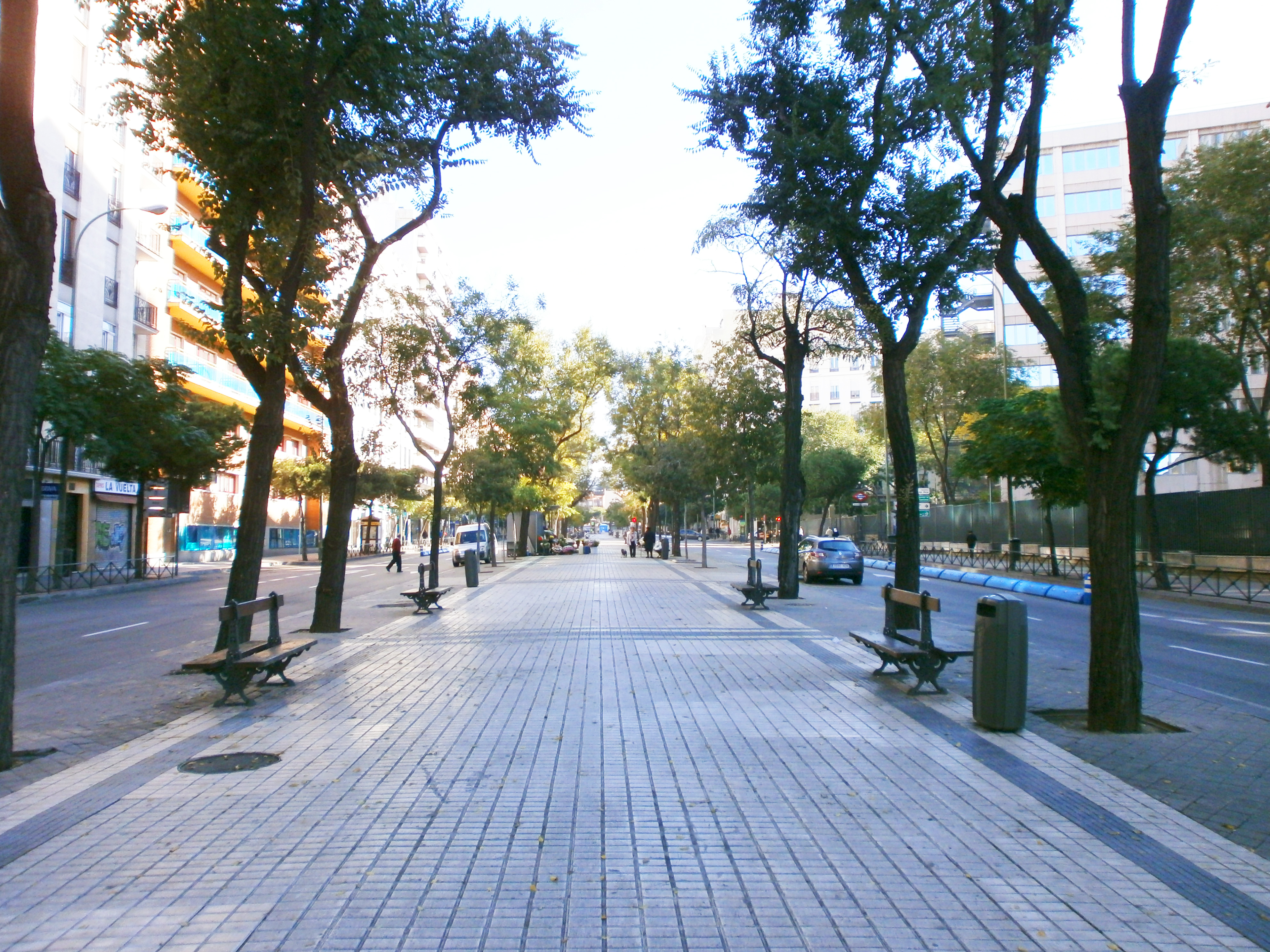
Bulevar de la avenida Reina Victoria

A finales del siglo xix era concebida como la continuación del paseo de Ronda (actual calle de Raimundo Fernández Villaverde). El urbanista Pedro Núñez Granés diseña la conexión entre la Castellana y Moncloa mediante el Paseo de Ronda. El 2 de agosto de 1918 se inauguró en Madrid en la avenida el hospital de San José y Santa Adela, hasta aquel momento, el cuidado de los enfermos. El año de comienzo de las obras el incipiente metro de Madrid planificaba la apertura de la línea uno de Cuatro Caminos-Sol. Es decir, la primera línea de metro finalizaba en la glorieta de Cuatro Caminos. El tramo fue inaugurado el 17 de octubre de 1919 por Alfonso XIII.